# Anna Žimskaja
Anna Aleksandrovna Žimskaja (in russo Анна Александровна Жимская; Taškent, 2 marzo 1976) è un'attrice uzbeka, accreditata come Anna Jimskaya.

## Biografia
Nata in Uzbekistan da madre ucraina e padre russo, inizia giovanissima a lavorare nel mondo del circo come acrobata e ballerina, mettendo a frutto la propria abilità: durante l'infanzia infatti, Anna Jimskaya praticava la ginnastica artistica e la danza classica. Nel 1998 con il circo viene in Italia, a Verona, dove si stabilisce lasciandolo per studiare musica e recitazione. Nel 1999 si reca a Milano per posare per l'abbigliamento sportivo del brand Olmar and Mirta. La sua prima esperienza teatrale è dello stesso anno, quando a Verona recita in una piccola parte nella commedia goldoniana Arlecchino servitore di due padroni, per la regia di Roberto Totola. Nel 2000 ha modo di conoscere Tinto Brass per una piccola parte in Senso ’45, che però non ottiene. Sì iscrive poi al centro di formazione per lo spettacolo M,A&S Music, Arts & Show, di Milano, e nel 2002 gira il suo primo videoclip, per il brano Quando finisce così, di Neffa, nel ruolo a lei congeniale di una maestra di danza classica. Nel 2003 recita in uno spot pubblicitario per le patatine Pringles, e compare nel videoclip di Danzel Pump It Up!. Nell'ambito del M,A&S, sempre nel 2003 recita in una versione teatrale di Polvere di stelle, diretta dalla sua insegnante Marianna Esposito, e nel 2004 nel ruolo della Marchesa de Merteuil in un cortometraggio basato su Le relazioni pericolose, di Chloderlos de Laclos, anch'esso diretto da Marianna Esposito; quindi si diploma e si trasferisce a Roma per fare audizioni. Tinto Brass si ricorda di lei e nel 2005 le dà il ruolo da protagonista del suo film Monamour, che gira a Mantova a maggio-giugno, nel quale recita nuda e viene poi doppiata da Ilaria Giorgino. Nel 2006 recita nel film Nemici per la pelle, di Rossella Drudi, e nel videoclip di Piotta ft. Caparezza Troppo avanti. Recita poi la parte di Viktoria nella miniserie tv Il segreto di Arianna, trasmessa nel marzo 2007 su Rai 1. Dallo stesso 2007 recita con successo in teatro nella commedia Uomini alla crisi finale, di e con Pino Ammendola, nel videoclip di Max Pezzali Ritornerò, e nuovamente in teatro nella commedia musicale Te lo do io Pasquino, per la regia di Walter Croce. Al cinema nel 2009 ottiene il ruolo da protagonista nel film Jana, di e con Rolando De Bianchi.
In questo periodo recita anche in alcune fiction: La nuova squadra 2, Casa Galopeira, Due imbroglioni e... mezzo!, Tre volte il mondo, Rex 5. Nel 2010 ha un ruolo nell'horror vampiristico low budget Zenobia - La linea di sangue, di Tony Paganelli, che esce nelle sale a gennaio 2013. Seguono poi parti nelle serie Un caso di coscienza 5 e Provaci ancora prof! 5.
Ritornata a vivere nella zona di Verona, a Nogarole Rocca, nel 2014 ha recitato il ruolo di Irina nel film Le badanti, di Marco Pollini.
Nel 2018 ha un piccolo ruolo nel film Loro, di Paolo Sorrentino.

## Teatrografia
- Arlecchino servitore di due padroni, di Carlo Goldoni, regia di Roberto Totola (1999)
- Uomini alla crisi finale, di Pino Ammendola, regia di Pino Ammendola (2007-2011)
- Te lo do io Pasquino, di Prospero Richelmy, regia di Walter Croce (2008-2009)

## Filmografia

### Cinema
- Monamour, regia di Tinto Brass (2005)
- Nemici per la pelle, regia di Rossella Drudi (2006)
- Jana, regia di Rolando De Bianchi (2009)
- Zenobia - La linea di sangue, regia di Tony Paganelli (2010)
- Le badanti, regia di Marco Pollini (2015)
- Loro, regia di Paolo Sorrentino (2018)

### Televisione
- Il segreto di Arianna, regia di Gianni Lepre - miniserie - Rai 1 (2007)
- La nuova squadra 2, regia di Gianni Leacche - serie - Rai 3 (2009)
- Casa Galopeira, regia di Walter Croce - sitcom - Teleroma 56 (2009-10)
- Due imbroglioni e mezzo, regia di Franco Amurri - miniserie - Canale 5 (2010)
- Tre volte il mondo, regia di Nicola Telesca - miniserie - Cinquestelle (2010)
- Rex, regia di Andrea Costantini - serie - Rai 1 (2012)
- Un caso di coscienza 5, regia di Luigi Perelli - serie, episodio 5X05 - Rai 1 (2013)
- Provaci ancora prof 5, regia di Tiziana Aristarco - serie - Rai 1 (2013)

### Video musicali
- Quando finisce così, di Neffa (2002)
- Pump It Up!, di Danzel (2003)
- Troppo avanti, di Piotta ft. Caparezza, regia di Simona Lianza (2007)
- Ritornerò, di Max Pezzali, regia di Daniele Persica (2008)
- Casino Surfers, di The T- Scental, regia di Al Festa (2013)